# Paiján (complex arqueològic)
Paiján és el nom d'un complex arqueològic situat en la costa nord del Perú, el nom del qual deriva de Paiján, localitat situada en el marge nord del riu Chicama, en el districte de Paiján, en el Regió de La Libertad (Perú).
Les restes arqueològiques pertanyen al Període Lític Andí o paleoamericà, concretament al Cenolític Inferior. El jaciment es troba entre la vall de Virú al sud, i Pacasmayo al nord.
L'artefacte lític característic d'aquests jaciments és una punta bifacial sense peduncle, tradició lítica que s'estén al llarg de costa peruana, des de la vall de Zaña (Lambayeque) al nord, i Pou Sant (Ica) al sud.
Als forjadors d'aquesta indústria lítica se'ls coneix com els “homes de Paiján". En un dels jaciments, la Pampa dels Fòssils (Pacasmayo), es van trobar restes humanes òssies, considerades com les més antigues del Perú (cap a 8000 aC).